# Ga Vĩnh Yên
Ga Vĩnh Yên là một nhà ga xe lửa tại phường Vĩnh Phúc, tỉnh Phú Thọ. Nhà ga là một điểm của đường sắt Hà Nội - Lào Cai và nối với ga Hương Canh với ga Hướng Lại.
| Ga trước Hương Canh | Đường sắt Việt Nam Đường sắt Hà Nội - Lào Cai | Ga sau Hướng Lại |